# Manfred Kliem
Manfred Kliem (geboren am 31. Mai 1934 in Grünberg / Schlesien; gestorben am 5. September 2013 in Fredersdorf-Vogelsdorf) war ein deutscher Historiker, Lektor und Ortschronist.

## Leben
Manfred Kliem erhielt 1952 das Abitur in Calau. Von 1952 bis 1956 studierte er Geschichte und Kunstgeschichte an der Martin-Luther-Universität in Halle und an der Humboldt-Universität zu Berlin. 1956 schloss er das Studium als Diplom-Historiker ab. Zwischen 1956 und 1959 arbeitete er als Rundfunkjournalist. 1966 promovierte er an der Humboldt-Universität zum Dr. phil.
Ab 1962 arbeitete er als Lektor für den Marx-Engels-Bereich beim Dietz Verlag in Berlin. Er betreute redaktionell die Herausgabe der Marx-Engels-Werke Band 5 bis 39. Seine Veröffentlichung Karl Marx. Dokumente seines Lebens. 1818–1883 führte 1970 zu einem Parteiverfahren im Dietz Verlag. Der Vorwurf lautete Verletzung der Arbeitsordnung einer zentralen Parteieinrichtung, weil er private Kontakte zum IISG Amsterdam für die Sammlung von Dokumenten unterhielt. Er erhielt ein zeitweiliges Veröffentlichungsverbot. 1973 erlitt Kliem einen Herzinfarkt. 1974 wurde er aus dem Dietz Verlag entlassen. 
Ab 1974 war er in verschiedenen Positionen an der Humboldt-Universität tätig. 1983 habilitierte er dort. 1990 erhielt er hier eine C2-Professur und unterrichtete an der Humboldt-Universität und am Otto-Suhr-Institut. 
1994/95 war er arbeitslos und seit April 1998 Rentner. Nach der Übersiedlung nach Fredersdorf war Kliem im Heimatverein Fredersdorf-Vogelsdorf ab 1999 aktiv. Er verfasste u. a. eine Dorfchronik. Er starb im September 2013 im Alter von 79 Jahren. Seine Witwe Ursula Kliem unterstützt den Heimatverein.

## Veröffentlichungen
- Sieger der Geschichte. 120 Jahre Geschichte der deutschen Arbeiterbewegung in Bildern und Dokumenten. Zusammenstellung und Redaktion: Peter Bachmann, Manfred Kliem, Kurt Zeisler. Dietz Verlag, Berlin 1963.
- Das literarische Werk der Begründer des wissenschaftlichen Kommunismus. 2 Teile. Fachschule für Buchhändler, Leipzig 1965. (= Lehrbriefe für das Fachschulfernstudium. Reihe W, 35)
- Genesis der Führungskräfte der feudal-militaristischen Konterrevolution 1848 in Preußen. Berlin 1966. (Phil. Dissertation A. Humboldt-Universität Berlin 1966)
- Karl Marx Friedrich Engels. Über Kunst und Literatur in zwei Bänden. Auswahl und Redaktion von Manfred Kliem. Dietz Verlag, Berlin 1967–1968.
- Marx Engels Verzeichnis. Werke Schriften Artikel. Zusammengestellt und bearbeitet von Manfred Kliem, Horst Merbach und Richard Sperl. Dietz Verlag 1966. (2. ergänzte Aufl. 1968)
- Karl Marx Friedrich Engels. Manifest der Kommunistischen Partei. Nachwort und Anmerkungen von Manfred Kliem. 15., veränderte und erweiterte Aufl. Philipp Reclam jun., Leipzig 1976 (= Reclams Universalbibliothek 6)[1]
- Karl Marx. Dokumente seines Lebens. 1818–1883. Zusammengestellt und erläutert von Manfred Kliem. Philipp Reclam jun., Leipzig 1970. (= Reclams Universal-Bibliothek Band 439)[2]
- Ich erinnere mich gern … Zeitgenossen über Friedrich Engels. Zusammengestellt und eingeleitet von Manfred Kliem. Illustrationen von Werner Klemke. Dietz Verlag, Berlin 1970.
- Marx Engels Verzeichnis. Zweiter Band. Briefe Postkarten Telegramme. Zusammengestellt und bearbeitet von Manfred Kliem und Richard Sperl. Dietz Verlag 1971.
- Rezension. In: Einheit. Zeitschrift für Theorie und Praxis des Wissenschaftlichen Sozialismus. Dietz Verlag, Berlin 1975. ISSN 0013-2659, Heft 9, S. 1066–1068.[3]
- Friedrich Engels. Dokumente seines Lebens. 1820–1895. Zusammengestellt und erläutert von Manfred Kliem. Philipp Reclam jun., Leipzig 1977. Digitalisat (=Reclams Universal-Bibliothek Band 641)[4]
- Die Graeber-Briefe von Friedrich Engels im Lichte neuer Quellen. Berlin 1977. (Promotion B, Humboldt-Universität zu Berlin vom 14. April 1983.)[5]
- Karl Marx und die Berliner Universität 1836 bis 1841. Berlin 1988 (Beiträge zur Geschichte der Humboldt-Universität zu Berlin Nr. 21) Digitalisat
- Zum Kreis der „scientifics friends“ von Karl Marx. In: Wissenschaftliche Zeitschrift der Humboldt-Universität zu Berlin. Reihe Gesellschaftswissenschaften, 38. Jg., Berlin 1989. Heft 3, S. 358–370.[6]
- Neue Presseveröffentlichungen von Jenny Marx über William Shakespeare und Henry Irving im „Strudel“ von 1879 entdeckt. In: Beiträge zur Marx-Engels-Forschung. 28. Berlin 1989, S. 198–216. (Digitalisat)
- Der junge Engels und die Berliner Universität 1837 bis 1842. Berlin 1990 (= Beiträge zur Geschichte der Humboldt-Universität zu Berlin Nr. 26)
- Wer war der im Engels–Brief vom 22. Oktober 1889 genannte, bisher nicht identifizierte Junghegelianer „Mussak“?[7]. In: Beiträge zur Marx-Engels-Forschung. 29. Berlin 1990, S. 176–185.[8] (Digitalisat)
- Die Berliner Mendelssohn-Adresse Neue Promenade 7. Zeitliche Zuordnung und soziales Umfeld als Forschungsanliegen. In: Mendelssohn-Studien. Beiträge zur neueren deutschen Kulturgeschichte. Band 7, Duncker & Humblot, Berlin 1990, S. 123–140. ISSN 0340-8140
- Manfried Kliem, Klaus Roeber, Malte Wiedemeyer: Glauben ist Ermutigung zum Handeln. Altbischof Gottfried Forck im Gespräch, Eine Publikation des Ernst-Lange-Instituts für Ökumenische Studien e. V., Rothenburg 1996, Reihe: Außer der Reihe, Band 4; ISBN 3-928617-12-5
- Ortschronik Fredersdorf-Vogelsdorf. 1200–1376–1840–2000. Neuenhagen, Findling Buch- und Zeitschriften-Verlag 2001.
- Ortsgeschichte Fredersdorf-Vogelsdorf. 1835–1933. DAKAPO Pressebüro. Berlin 2009, ISBN 978-3-940311-04-7. Inhaltsverzeichnis

## Quelle / Literatur
- Kliem, Manfred. In: Die Marx-Engels-Werkausgaben in der UdSSR und DDR (1945–1968). (= Beiträge zur Marx-Engels-Forschung. Neue Folge. Sonderband 5). Argument, Hamburg 2006, ISBN 3-88619-691-7, S. 490–491.
- Kliem, Ursula Gustav: Raus! Raus! Raus! Familiengeschichte dreier verfolgter Generationen. epubli 2021, ISBN 978-3-7541-4948-5